# Prisión de Viru
La Prisión de Viru (en estonio: Viru Vangla) es una cárcel regional en Jõhvi, Estonia. El Ministerio de Justicia de ese país europeo comenzó los preparativos para el establecimiento de la prisión de Viru en 2001, y la prisión fue establecida oficialmente el 13 de julio de 2006. El Complejo Prisión de Viru incorpora 1.000 camas cerradas y una unidad abierta de 75 camas operada por el Departamento de Prisiones de Estonia. Una casa de detención con 150 camas, bajo el control de la policía nacional, aumenta la capacidad de la cárcel. Para obtener la mejor seguridad posible, todos los edificios están conectados con una galería elevada, que va desde un edificio a otro.